# إسحاق س. كيد جونيور
إسحاق س. كيد جونيور (بالإنجليزية: Isaac C. Kidd, Jr.) هو ضابط أمريكي، ولد في 14 أغسطس 1919 في كليفلاند في الولايات المتحدة، وتوفي في 27 يونيو 1999 في الإسكندرية في الولايات المتحدة بسبب سرطان.